# Gasherbrum III
Der Gasherbrum III ist ein Gipfel der Gasherbrum-Gruppe im Karakorum im Norden von Pakistan in Gilgit-Baltistan an der Grenze zu China.

## Lage
Er liegt zwischen Gasherbrum II und IV und ist 7946 m hoch. Er galt bis 1975 als der höchste unbestiegene Berg der Erde. Weil ihn vom benachbarten Gasherbrum II ein 7591 m hoher Sattel trennt, der Gipfel also eine Schartenhöhe von 355 m aufweist, gilt er nicht als eigenständiger Berg. Für die Eigenständigkeit ist im Himalaya eine Schartenhöhe von mindestens 500 m festgelegt. Aufgrund seiner Dominanz, dem zweiten Kriterium für die Eigenständigkeit, gilt der Gasherbrum III als relativ selbständiger Hauptgipfel.

## Besteigungsgeschichte
Der Gasherbrum III wurde erst 1975 durch eine Gruppe polnischer Alpinisten bestiegen. Am 11. August erreichten Wanda Rutkiewicz, Alison Chadwick-Onyszkiewicz, Janusz Onyszkiewicz und Krzysztof Zdzitowiecki den Gipfel. Dies war die höchste Erstbesteigung durch eine Frau, eine Leistung, die zumindest auf der Erde nicht mehr überboten werden kann.